# Ciruelos del Pinar
Ciruelos del Pinar ist ein Ort und eine Gemeinde (municipio) mit 27 Einwohnern (Stand: 2024) im Osten der Provinz Guadalajara in der Autonomen Gemeinschaft Kastilien-La Mancha in Zentralspanien. 

## Lage und Klima
Ciruelos del Pinar liegt im Iberischen Gebirge in einer Höhe von 1275 m. Die Entfernung zur westsüdwestlich gelegenen Provinzhauptstadt Guadalajara beträgt ca. 75 Kilometer (Fahrtstrecke). Das Klima ist warm und gemäßigt; die Niederschläge verteilen sich über das ganze Jahr.

## Bevölkerungsentwicklung
| Jahr      | 1960 | 1970 | 1981 | 1991 | 2001 | 2011 | 2021 |
| Einwohner | 249  | 156  | 128  | 74   | 55   | 34   | 22   |

## Sehenswürdigkeiten
- Magdalenenkirche